# هانز فون أوهاين
هانز يواكيم بابست فون أوهاين (بالألمانية: Hans Joachim Pabst von Ohain) (ولد في 14 ديسمبر 1911)  –  توفي في 13 مارس 1998)؛ هو فيزيائي ألماني ، ومصمم أول محرك نفاث تشغيلي. 